# Jules Thurmann

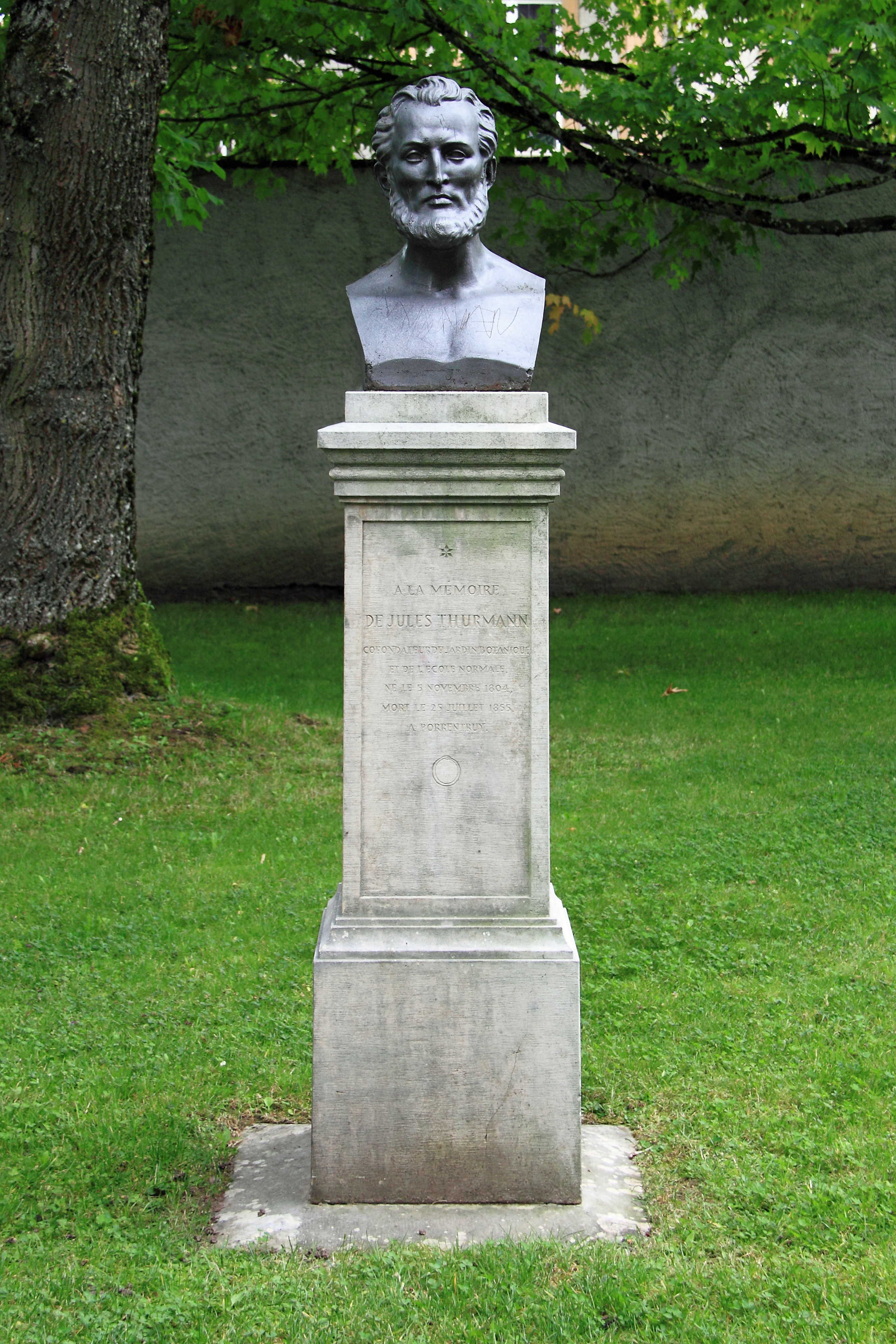
Büste von Thurmann im Botanischen Garten von Pruntrut

Jules Thurmann (* 5. November 1804 in Neuf-Brisach, Frankreich; † 25. Juli 1855 in Pruntrut, Bern) war ein französisch-schweizerischer Geologe und Botaniker. Sein offizielles botanisches Autorenkürzel lautet „Thurm.“
Thurmann wurde im Elsass als Sohn eines Pionier-Hauptmanns geboren und die Familie zog nach dem Tod des Vaters 1806 in den Schweizer Jura nach Pruntrut. Thurmann studierte 1820 bis 1824 Jura und Mathematik an der Universität Straßburg und danach an der École des Mines in Paris. Ab 1832 war er Lehrer für Mathematik und Naturwissenschaften am Collège in Pruntrut und ab 1837 bis 1843 Leiter des örtlichen Lehrerseminars. Sein Freund und Schüler war Amanz Gressly. Von 1837 bis 1839 und 1844/45 war er Berner Großrat.
Thurmann war ein Pionier der Erforschung der Geologie des Schweizer Jura und erkannte 1832 dessen Natur als Faltengebirge. Er war Präsident des ersten Kongresses der französischen geologischen Gesellschaft in Pruntrut 1838 und 1853 des Kongresses der Schweizer Naturforschenden Gesellschaft. Als Botaniker war er ein Pionier der Pflanzengeographie und war am Aufbau des Botanischen Gartens in Pruntrut beteiligt.
1835 führte er die Bezeichnung Neokom für die untere Stufe der Unteren Kreide ein. Der Name leitete sich von Neuenburg ab, wo Thurmann Formationen dieser Zeitstufe vorfand. Die Bezeichnung ist inzwischen obsolet da die Gliederung detaillierter wurde. 1832 war er Gründer der Société de statistique des districts du Jura. Er war 1847 Gründungsmitglied der Société jurassienne d’émulation und bis 1855 deren erster Präsident.
2002 wurde der Asteroid (42191) Thurmann nach ihm benannt.
Die kreidezeitliche Ammonitenart Thurmanniceras pertransiens wurde nach ihm benannt.

## Schriften
- Essai sur les soulèvemens jurassiques, 1832
- Principes de pédagogie, 1842
- Système de géographie botanique, 1847
- Enumération des plantes vasculaires du district de Porrentruy, 1848
- Essai de Phytostatique appliqué à la chaîne du Jura et aux contrées voisines, 1849
- Résumé des lois orographiques générales du système des Monts-Jura, 1853